# Asiatiska mästerskapet i volleyboll för damer 2013
Asiatiska mästerskapet 2013 i volleyboll för damer hölls 13 till 21 september 2013 i Nakhon Ratchasima, Thailand. Det var den 17:e upplagan av turneringen och 16 landslag från AVC:s medlemsförbund deltog. Thailand vann mästerskapet för andra gången genom att besegra Japan i finalen. Wilawan Apinyapong, Thailand, utsågs till mest värdefulla spelare medan Kim Yeon-koung, Sydkorea, var främsta poängvinnare.

## Arenor
|                                                                                         |                                                                              |
|                                                                                         |                                                                              |
| 5th December 2007 Sports Complex Stad: Nakhon Ratchasima Kapacitet: 20 141 Öppnad: 2007 | The Mall Nakhon Ratchasima Stad: Nakhon Ratchasima Kapacitet: - Öppnad: 2000 |

## Regelverk

### Format
Turneringen skedde i tre rundor, där de första två spelades som serier där alla mötte alla i serien en gång, medan den sista rundan hade ett cupformat.
- I den första rundan var lagen uppdelade i fyra grupper (A-D). De två första i varje grupp gick vidare till grupp E (från grupp A och C) och grupp F (från grupp B och D) som gjorde upp om de åtta första platserna. De kvarvarande lagen gick vidare till grupp G (från grupp A och C) och grupp H (från grupp B och D). Lagen tog med sig inbördes resultat från den första gruppspelsomgången till den andra.
- Från den andra rundan gick alla lagen i grupp E och F vidare till spel om plats 1-8. De två första lagen i grupp G och H gick vidare till spel om plats 9-12, medan de två sista spelade om plats 13-16.

## Deltagande lag
| Lag          | Deltog senast |
| ------------ | ------------- |
| Australien   | Taiwan 2011   |
| Filippinerna | Kina 2005     |
| Hongkong     | Vietnam 2009  |
| Indien       | Taiwan 2011   |
| Indonesien   | Taiwan 2011   |
| Iran         | Taiwan 2011   |
| Japan        | Taiwan 2011   |
| Kazakstan    | Taiwan 2011   |
| Kina         | Taiwan 2011   |
| Mongoliet    | Debut         |
| Myanmar      | Debut         |
| Sri Lanka    | Taiwan 2011   |
| Sydkorea     | Taiwan 2011   |
| Taiwan       | Taiwan 2011   |
| Thailand     | Taiwan 2011   |
| Vietnam      | Taiwan 2011   |

## Grupper
| Grupp A                                       | Grupp B                             | Grupp C                                 | Grupp D                                 |
| --------------------------------------------- | ----------------------------------- | --------------------------------------- | --------------------------------------- |
| Australien · Kazakstan · Mongoliet · Thailand | Kina · Filippinerna · Iran · Indien | Japan · Hongkong · Indonesien · Vietnam | Sydkorea · Myanmar · Sri Lanka · Taiwan |

## Första rundan

### Grupp A

#### Resultat
| Datum    | Mellan                 | Resultat | Set   | Set   | Set   | Set   | Set | Poäng totalt | Speltid | Åskådare |
| Datum    | Mellan                 | Resultat | 1     | 2     | 3     | 4     | 5   | Poäng totalt | Speltid | Åskådare |
| -------- | ---------------------- | -------- | ----- | ----- | ----- | ----- | --- | ------------ | ------- | -------- |
| 13-09-13 | Australien - Mongoliet | 3 - 0    | 25:20 | 25:23 | 25:18 |       |     | 75 - 61      | 1h:35   | 500      |
| 13-09-13 | Thailand - Kazakstan   | 1 - 3    | 24:26 | 24:26 | 25:17 | 20:25 |     | 93 - 94      | 1h:48   | 4.500    |
| 14-09-13 | Kazakstan - Mongoliet  | 3 - 0    | 25:22 | 25:16 | 25:9  |       |     | 75 - 47      | 1h:14   | 2.100    |
| 14-09-13 | Thailand - Australien  | 3 - 0    | 25:16 | 25:17 | 25:14 |       |     | 75 - 47      | 1h:14   | 7.200    |
| 15-09-13 | Australien - Kazakstan | 1 - 3    | 16:25 | 15:25 | 26:24 | 18:25 |     | 75 - 99      | 1h:41   | 600      |
| 15-09-13 | Mongoliet - Thailand   | 0 - 3    | 12:25 | 9:25  | 5:25  |       |     | 26 - 75      | 1h:07   | 7.500    |

#### Sluttabell
| Pos | Landslag   | Poäng | Matcher | Matcher | Matcher   | Set   | Set       | Kvot  | Poäng | Poäng     | Kvot  |
| Pos | Landslag   | Poäng | Spelade | Vunna   | Förlorade | Vunna | Förlorade | Kvot  | Vunna | Förlorade | Kvot  |
| --- | ---------- | ----- | ------- | ------- | --------- | ----- | --------- | ----- | ----- | --------- | ----- |
| 1   | Kazakstan  | 9     | 3       | 3       | 0         | 9     | 2         | 4.500 | 268   | 215       | 1.247 |
| 2   | Thailand   | 6     | 3       | 2       | 1         | 7     | 3         | 2.333 | 243   | 167       | 1.455 |
| 3   | Australien | 3     | 3       | 1       | 2         | 4     | 6         | 0.667 | 197   | 235       | 0.838 |
| 4   | Mongoliet  | 0     | 3       | 0       | 3         | 0     | 9         | 0.000 | 134   | 225       | 0.596 |

### Grupp B

#### Resultat
| Datum    | Mellan                | Resultat | Set   | Set   | Set   | Set   | Set | Poäng totalt | Speltid | Åskådare |
| Datum    | Mellan                | Resultat | 1     | 2     | 3     | 4     | 5   | Poäng totalt | Speltid | Åskådare |
| -------- | --------------------- | -------- | ----- | ----- | ----- | ----- | --- | ------------ | ------- | -------- |
| 13-09-13 | Filippinerna - Indien | 0 - 3    | 22:25 | 24:26 | 12:25 |       |     | 58 - 76      | 1h:09   | 300      |
| 13-09-13 | Iran - Kina           | 0 - 3    | 11:25 | 16:25 | 17:25 |       |     | 44 - 75      | 1h:13   | 5000     |
| 14-09-13 | Iran - Filippinerna   | 3 - 1    | 19:25 | 25:20 | 25:18 | 25:15 |     | 94 - 78      | -       | -        |
| 14-09-13 | Kina - Indien         | 3 - 0    | 25:12 | 25:15 | 25:11 |       |     | 75 - 38      | -       | -        |
| 15-09-13 | Indien - Iran         | 1 - 3    | 13:25 | 25:22 | 9:25  | 18:25 |     | 65 - 97      | 1h:37   | 300      |
| 15-09-13 | Filippinerna - Kina   | 0 - 3    | 9:25  | 10:25 | 8:25  |       |     | 27 - 75      | 1h:02   | 700      |

#### Sluttabell
| Pos | Landslag     | Poäng | Matcher | Matcher | Matcher   | Set   | Set       | Kvot  | Poäng | Poäng     | Kvot  |
| Pos | Landslag     | Poäng | Spelade | Vunna   | Förlorade | Vunna | Förlorade | Kvot  | Vunna | Förlorade | Kvot  |
| --- | ------------ | ----- | ------- | ------- | --------- | ----- | --------- | ----- | ----- | --------- | ----- |
| 1   | Kina         | 9     | 3       | 3       | 0         | 9     | 0         | MAX   | 225   | 109       | 2.064 |
| 2   | Iran         | 6     | 3       | 2       | 1         | 6     | 5         | 1.200 | 235   | 218       | 1.078 |
| 3   | Indien       | 3     | 3       | 1       | 2         | 4     | 6         | 0.667 | 179   | 230       | 0.778 |
| 4   | Filippinerna | 0     | 3       | 0       | 3         | 1     | 9         | 0.111 | 163   | 245       | 0.665 |

### Grupp C

#### Resultat
| Datum    | Mellan                | Resultat | Set   | Set   | Set   | Set   | Set | Poäng totalt | Speltid | Åskådare |
| Datum    | Mellan                | Resultat | 1     | 2     | 3     | 4     | 5   | Poäng totalt | Speltid | Åskådare |
| -------- | --------------------- | -------- | ----- | ----- | ----- | ----- | --- | ------------ | ------- | -------- |
| 13-09-13 | Japan - Vietnam       | 3 - 0    | 25:6  | 25:13 | 25:16 |       |     | 75 - 35      | 1h:09   | 1.500    |
| 13-09-13 | Indonesien - Hongkong | 3 - 0    | 25:21 | 25:21 | 25:23 |       |     | 75 - 65      | 1h:24   | 400      |
| 14-09-13 | Indonesien - Japan    | 0 - 3    | 6–25  | 11:25 | 9:25  |       |     | 26 - 75      | -       | -        |
| 14-09-13 | Hongkong - Vietnam    | 0 - 3    | 16:25 | 18:25 | 17:25 |       |     | 51 - 75      | -       | -        |
| 15-09-13 | Japan - Hongkong      | 3 - 0    | 25–10 | 25:7  | 25:11 |       |     | 75 - 28      | 1h:10   | 3.200    |
| 15-09-13 | Vietnam - Indonesien  | 3 - 1    | 25:19 | 21:25 | 25:10 | 25:17 |     | 96 - 71      | 1h:35   | 400      |

#### Sluttabell
| Pos | Landslag   | Poäng | Matcher | Matcher | Matcher   | Set   | Set       | Kvot  | Poäng | Poäng     | Kvot  |
| Pos | Landslag   | Poäng | Spelade | Vunna   | Förlorade | Vunna | Förlorade | Kvot  | Vunna | Förlorade | Kvot  |
| --- | ---------- | ----- | ------- | ------- | --------- | ----- | --------- | ----- | ----- | --------- | ----- |
| 1   | Japan      | 9     | 3       | 3       | 0         | 9     | 0         | MAX   | 225   | 89        | 2.528 |
| 2   | Vietnam    | 6     | 3       | 2       | 1         | 6     | 4         | 1.500 | 206   | 197       | 1.046 |
| 3   | Indonesien | 3     | 3       | 1       | 2         | 4     | 6         | 0.667 | 172   | 236       | 0.729 |
| 4   | Hongkong   | 0     | 3       | 0       | 3         | 0     | 9         | 0.000 | 144   | 225       | 0.640 |

### Grupp D

#### Resultat
| Datum    | Mellan               | Resultat | Set   | Set   | Set   | Set | Set | Poäng totalt | Speltid | Åskådare |
| Datum    | Mellan               | Resultat | 1     | 2     | 3     | 4   | 5   | Poäng totalt | Speltid | Åskådare |
| -------- | -------------------- | -------- | ----- | ----- | ----- | --- | --- | ------------ | ------- | -------- |
| 13-09-13 | Sydkorea - Myanmar   | 3 - 0    | 25:7  | 25:11 | 25:12 |     |     | 75 - 30      | 1h:04   | 350      |
| 13-09-13 | Sri Lanka - Taiwan   | 0 - 3    | 6:25  | 6:25  | 13:25 |     |     | 25 - 75      | 1h:02   | 350      |
| 14-09-13 | Myanmar - Taiwan     | 0 - 3    | 10:25 | 10:25 | 17:25 |     |     | 37 - 75      | 1h:02   | 150      |
| 14-09-13 | Sydkorea - Sri Lanka | 3 - 0    | 25:8  | 25:6  | 25:7  |     |     | 75 - 21      | 0h:58   | 800      |
| 15-09-13 | Sri Lanka - Myanmar  | 3 - 0    | 26:24 | 25:17 | 25:20 |     |     | 76 - 61      | 1h:21   | 200      |
| 15-09-13 | Taiwan - Sydkorea    | 0 - 3    | 14:25 | 15:25 | 13:25 |     |     | 42 - 75      | 1h:17   | 1.300    |

#### Sluttabell
| Pos | Landslag  | Poäng | Matcher | Matcher | Matcher   | Set   | Set       | Kvot  | Poäng | Poäng     | Kvot  |
| Pos | Landslag  | Poäng | Spelade | Vunna   | Förlorade | Vunna | Förlorade | Kvot  | Vunna | Förlorade | Kvot  |
| --- | --------- | ----- | ------- | ------- | --------- | ----- | --------- | ----- | ----- | --------- | ----- |
| 1   | Sydkorea  | 9     | 3       | 3       | 0         | 9     | 0         | MAX   | 225   | 93        | 2.419 |
| 2   | Taiwan    | 6     | 3       | 2       | 1         | 6     | 3         | 2.000 | 192   | 137       | 1.401 |
| 3   | Sri Lanka | 3     | 3       | 1       | 2         | 3     | 6         | 0.500 | 122   | 211       | 0.578 |
| 4   | Myanmar   | 0     | 3       | 0       | 3         | 0     | 9         | 0.000 | 128   | 226       | 0.566 |

## Andra rundan

### Grupp E

#### Resultat
| Datum    | Mellan              | Resultat | Set   | Set   | Set   | Set   | Set | Poäng totalt | Speltid | Åskådare |
| Datum    | Mellan              | Resultat | 1     | 2     | 3     | 4     | 5   | Poäng totalt | Speltid | Åskådare |
| -------- | ------------------- | -------- | ----- | ----- | ----- | ----- | --- | ------------ | ------- | -------- |
| 16-09-13 | Japan - Thailand    | 1 - 3    | 15:25 | 23:25 | 25:23 | 28:30 |     | 91 - 103     | 2h:13   | 7.000    |
| 16-09-13 | Kazakstan - Vietnam | 3 - 0    | 25:21 | 25:23 | 25:22 |       |     | 75 - 66      | 1h:30   | 1.000    |
| 17-09-13 | Thailand - Vietnam  | 3 - 0    | 25:11 | 25:15 | 25:15 |       |     | 75 - 41      | 1h:10   | 6.800    |
| 17-09-13 | Kazakstan - Japan   | 1 - 3    | 15:25 | 15:25 | 26:24 | 12:25 |     | 68 - 99      | 1h:45   | 4.200    |

#### Sluttabell
| Pos | Landslag  | Poäng | Matcher | Matcher | Matcher   | Set   | Set       | Kvot  | Poäng | Poäng     | Kvot  |
| Pos | Landslag  | Poäng | Spelade | Vunna   | Förlorade | Vunna | Förlorade | Kvot  | Vunna | Förlorade | Kvot  |
| --- | --------- | ----- | ------- | ------- | --------- | ----- | --------- | ----- | ----- | --------- | ----- |
| 1   | Japan     | 6     | 3       | 2       | 1         | 7     | 4         | 1.750 | 265   | 206       | 1.286 |
| 2   | Thailand  | 6     | 3       | 2       | 1         | 7     | 4         | 1.750 | 271   | 226       | 1.199 |
| 3   | Kazakstan | 6     | 3       | 2       | 1         | 7     | 4         | 1.750 | 237   | 258       | 0.919 |
| 4   | Vietnam   | 0     | 3       | 0       | 3         | 0     | 9         | 0.000 | 142   | 225       | 0.631 |

### Grupp F

#### Resultat
| Datum    | Mellan          | Resultat | Set   | Set   | Set   | Set | Set | Poäng totalt | Speltid | Åskådare |
| Datum    | Mellan          | Resultat | 1     | 2     | 3     | 4   | 5   | Poäng totalt | Speltid | Åskådare |
| -------- | --------------- | -------- | ----- | ----- | ----- | --- | --- | ------------ | ------- | -------- |
| 16-09-13 | Sydkorea - Iran | 3 - 0    | 25:14 | 25:10 | 25:18 |     |     | 75 - 42      | 1h:13   | 1.000    |
| 16-09-13 | Kina - Taiwan   | 3 - 0    | 25:11 | 25:14 | 25:11 |     |     | 75 - 36      | 1h:10   | 1.400    |
| 17-09-13 | Iran - Taiwan   | 0 - 3    | 18:25 | 15:25 | 14:25 |     |     | 47 - 75      | 1h:16   | 1.800    |
| 17-09-13 | Kina - Sydkorea | 3 - 0    | 25:22 | 25:14 | 25:17 |     |     | 75 - 53      | 1h:24   | 2.000    |

#### Sluttabell
| Pos | Landslag | Poäng | Matcher | Matcher | Matcher   | Set   | Set       | Kvot  | Poäng | Poäng     | Kvot  |
| Pos | Landslag | Poäng | Spelade | Vunna   | Förlorade | Vunna | Förlorade | Kvot  | Vunna | Förlorade | Kvot  |
| --- | -------- | ----- | ------- | ------- | --------- | ----- | --------- | ----- | ----- | --------- | ----- |
| 1   | Kina     | 9     | 3       | 3       | 0         | 9     | 0         | MAX   | 225   | 133       | 1.692 |
| 2   | Sydkorea | 6     | 3       | 2       | 1         | 6     | 3         | 2.000 | 203   | 159       | 1.277 |
| 3   | Taiwan   | 3     | 3       | 1       | 2         | 3     | 6         | 0.500 | 153   | 197       | 0.777 |
| 4   | Iran     | 0     | 3       | 0       | 3         | 0     | 9         | 0.000 | 133   | 225       | 0.591 |

### Grupp G

#### Resultat
| Datum    | Mellan                  | Resultat | Set   | Set   | Set   | Set   | Set  | Poäng totalt | Speltid | Åskådare |
| Datum    | Mellan                  | Resultat | 1     | 2     | 3     | 4     | 5    | Poäng totalt | Speltid | Åskådare |
| -------- | ----------------------- | -------- | ----- | ----- | ----- | ----- | ---- | ------------ | ------- | -------- |
| 16-09-13 | Australien - Hongkong   | 3 - 2    | 22:25 | 25:9  | 24:26 | 25:21 | 15:9 | 111 - 90     | 2h:11   | 150      |
| 16-09-13 | Indonesien - Mongoliet  | 3 - 1    | 25:18 | 18:25 | 25:18 | 25:23 |      | 93 - 84      | 1h:49   | 200      |
| 17-09-13 | Mongoliet - Hongkong    | 3 - 1    | 25:16 | 23:25 | 25:22 | 25:17 |      | 98 - 80      | 1h:58   | 200      |
| 17-09-13 | Australien - Indonesien | 3 - 1    | 23:25 | 30:28 | 25:14 | 25:18 |      | 103 - 85     | 1h:54   | 150      |

#### Sluttabell
| Pos | Landslag   | Poäng | Matcher | Matcher | Matcher   | Set   | Set       | Kvot  | Poäng | Poäng     | Kvot  |
| Pos | Landslag   | Poäng | Spelade | Vunna   | Förlorade | Vunna | Förlorade | Kvot  | Vunna | Förlorade | Kvot  |
| --- | ---------- | ----- | ------- | ------- | --------- | ----- | --------- | ----- | ----- | --------- | ----- |
| 1   | Australien | 8     | 3       | 3       | 0         | 9     | 3         | 3.000 | 289   | 236       | 1.225 |
| 2   | Indonesien | 6     | 3       | 2       | 1         | 7     | 4         | 1.750 | 253   | 252       | 1.004 |
| 3   | Mongoliet  | 3     | 3       | 1       | 2         | 4     | 7         | 0.571 | 243   | 248       | 0.980 |
| 4   | Hongkong   | 1     | 3       | 0       | 3         | 3     | 9         | 0.333 | 235   | 284       | 0.827 |

### Grupp H

#### Resultat
| Datum    | Mellan                   | Resultat | Set   | Set   | Set   | Set   | Set   | Poäng totalt | Speltid | Åskådare |
| Datum    | Mellan                   | Resultat | 1     | 2     | 3     | 4     | 5     | Poäng totalt | Speltid | Åskådare |
| -------- | ------------------------ | -------- | ----- | ----- | ----- | ----- | ----- | ------------ | ------- | -------- |
| 16-09-13 | Indien - Myanmar         | 2 - 3    | 23:25 | 25:22 | 22:25 | 25:19 | 12:15 | 107 - 106    | 2h:36   | 150      |
| 16-09-13 | Sri Lanka - Filippinerna | 2 - 3    | 25:19 | 18:25 | 25:19 | 23:25 | 11:15 | 102 - 103    | 2h:00   | 500      |
| 17-09-13 | Filippinerna - Myanmar   | 3 - 0    | 25:18 | 25:22 | 25:18 |       |       | 75 - 58      | 1h:43   | 200      |
| 17-09-13 | Indien - Sri Lanka       | 3 - 0    | 25:13 | 25:15 | 25:19 |       |       | 75 - 47      | 1h:06   | 200      |

#### Sluttabell
| Pos | Landslag     | Poäng | Matcher | Matcher | Matcher   | Set   | Set       | Kvot  | Poäng | Poäng     | Kvot  |
| Pos | Landslag     | Poäng | Spelade | Vunna   | Förlorade | Vunna | Förlorade | Kvot  | Vunna | Förlorade | Kvot  |
| --- | ------------ | ----- | ------- | ------- | --------- | ----- | --------- | ----- | ----- | --------- | ----- |
| 1   | Indien       | 5     | 3       | 2       | 1         | 8     | 3         | 2.667 | 258   | 211       | 1.223 |
| 2   | Filippinerna | 7     | 3       | 2       | 1         | 6     | 5         | 1.200 | 236   | 236       | 1.000 |
| 3   | Sri Lanka    | 4     | 3       | 1       | 2         | 5     | 6         | 0.833 | 225   | 239       | 0.941 |
| 4   | Myanmar      | 2     | 3       | 1       | 2         | 3     | 8         | 0.375 | 225   | 258       | 0.872 |

## Slutspelsfasen

### Spel om plats 1-8
|  | Kvartsfinaler | Kvartsfinaler | Kvartsfinaler |       |          | Semifinaler | Semifinaler | Semifinaler |      |                     | Final               | Final               | Final |  |
|  |               |               |               |       |          |             |             |             |      |                     |                     |                     |       |  |
|  | Thailand      | Thailand      | 3             |       |          |             |             |             |      |                     |                     |                     |       |  |
|  | Thailand      | Thailand      | 3             |       |          |             |             |             |      |                     |                     |                     |       |  |
|  | Taiwan        | Taiwan        | 0             |       |          |             |             |             |      |                     |                     |                     |       |  |
|  | Taiwan        | Taiwan        | 0             |       | Thailand | Thailand    | 3           |             |      |                     |                     |                     |       |  |
|  |               |               |               |       | Thailand | Thailand    | 3           |             |      |                     |                     |                     |       |  |
|  |               |               | Kina          | Kina  | 2        |             |             |             |      |                     |                     |                     |       |  |
|  | Kina          | Kina          | Kina          | Kina  | 2        | 3           |             |             |      |                     |                     |                     |       |  |
|  | Kina          | Kina          |               |       |          |             |             |             |      |                     |                     |                     |       |  |
|  | Vietnam       | Vietnam       | 0             |       |          |             |             |             |      |                     |                     |                     |       |  |
|  | Vietnam       | Vietnam       | 0             |       | Thailand | Thailand    | 3           |             |      |                     |                     |                     |       |  |
|  |               |               |               |       |          |             |             |             |      |                     |                     |                     |       |  |
|  |               |               | Japan         | Japan | 0        |             |             |             |      |                     |                     |                     |       |  |
|  | Sydkorea      | Sydkorea      | Japan         | Japan | 0        | 3           |             |             |      |                     |                     |                     |       |  |
|  | Sydkorea      | Sydkorea      |               |       |          | 3           |             |             |      |                     |                     |                     |       |  |
|  | Kazakstan     | Kazakstan     | 0             |       |          |             |             |             |      |                     |                     |                     |       |  |
|  | Kazakstan     | Kazakstan     | 0             |       | Sydkorea | Sydkorea    | 1           |             |      | Match om tredjepris | Match om tredjepris | Match om tredjepris |       |  |
|  |               |               |               |       | Sydkorea | Sydkorea    | 1           |             |      |                     |                     |                     |       |  |
|  |               |               | Japan         | Japan | 3        |             |             |             |      |                     |                     |                     |       |  |
|  | Japan         | Japan         | Japan         | Japan | 3        | 3           |             |             | Kina | Kina                | 2                   |                     |       |  |
|  | Japan         | Japan         |               |       |          |             |             |             | Kina | Kina                | 2                   |                     |       |  |
|  | Iran          | Iran          | 0             |       |          | Sydkorea    | Sydkorea    | 3           |      |                     |                     |                     |       |  |

#### Resultat
| Datum    | Mellan               | Resultat | Set   | Set   | Set   | Set   | Set   | Poäng totalt | Speltid | Åskådare |
| Datum    | Mellan               | Resultat | 1     | 2     | 3     | 4     | 5     | Poäng totalt | Speltid | Åskådare |
| -------- | -------------------- | -------- | ----- | ----- | ----- | ----- | ----- | ------------ | ------- | -------- |
| 19-09-13 | Thailand - Taiwan    | 3 - 0    | 25:13 | 25:14 | 25:23 |       |       | 75 - 50      | 1h:19   | 5.500    |
| 19-09-13 | Kina - Vietnam       | 3 - 0    | 25:15 | 25:20 | 25:13 |       |       | 75 - 48      | 1h:14   | 700      |
| 19-09-13 | Sydkorea - Kazakstan | 3 - 0    | 25:12 | 25:23 | 25:20 |       |       | 75 - 55      | 1h:17   | 2.500    |
| 19-09-13 | Japan - Iran         | 3 - 0    | 25:16 | 25:13 | 25:11 |       |       | 75 - 40      | 1h:16   | 2.500    |
| 20-09-13 | Thailand - Kina      | 3 - 2    | 19:25 | 25:19 | 25:22 | 21:25 | 16:14 | 106 - 105    | 2h:31   | 6.500    |
| 20-09-13 | Sydkorea - Japan     | 1 - 3    | 22:25 | 25:19 | 19:25 | 20:25 |       | 86 - 94      | 1h:53   | 4.000    |
| 21-09-13 | Kina - Sydkorea      | 2 - 3    | 25:13 | 25:17 | 21:25 | 23:25 | 11:15 | 105 - 95     |         |          |
| 21-09-13 | Thailand - Japan     | 3 - 0    | 25:22 | 25:18 | 25:17 |       |       | 75 - 57      |         |          |

### Spel om plats 5-8
|  | Matcher om plats 5-8 | Matcher om plats 5-8 |           |         | Match om femteplatsen  | Match om femteplatsen  |  |
|  |                      |                      |           |         |                        |                        |  |
|  | Taiwan               | 2                    |           |         |                        |                        |  |
|  | Taiwan               | 2                    |           |         |                        |                        |  |
|  | Vietnam              | 3                    |           |         |                        |                        |  |
|  | Vietnam              | 3                    |           | Vietnam | 2                      |                        |  |
|  |                      |                      |           | Vietnam | 2                      |                        |  |
|  |                      |                      | Kazakstan | 3       |                        |                        |  |
|  | Kazakstan            | 3                    | Kazakstan | 3       |                        |                        |  |
|  | Kazakstan            | 3                    |           |         |                        |                        |  |
|  | Iran                 | 1                    |           |         | Match om sjundeplatsen | Match om sjundeplatsen |  |
|  | Iran                 | 1                    |           |         |                        |                        |  |
|  |                      |                      |           |         |                        |                        |  |
|  |                      |                      |           |         | Taiwan                 | 3                      |  |
|  |                      |                      |           |         | Taiwan                 | 3                      |  |
|  |                      |                      |           |         | Iran                   | 0                      |  |

#### Resultat
| Datum    | Mellan              | Resultat | Set   | Set   | Set   | Set   | Set   | Poäng totalt | Speltid | Åskådare |
| Datum    | Mellan              | Resultat | 1     | 2     | 3     | 4     | 5     | Poäng totalt | Speltid | Åskådare |
| -------- | ------------------- | -------- | ----- | ----- | ----- | ----- | ----- | ------------ | ------- | -------- |
| 20-09-13 | Taiwan - Vietnam    | 2 - 3    | 25:19 | 25:22 | 16:25 | 18:25 | 13:15 | 97 - 106     | 2h:08   | 3.500    |
| 20-09-13 | Kazakstan - Iran    | 3 - 1    | 25:16 | 25:22 | 21:25 | 25:20 |       | 96 - 83      | 1h:45   | 500      |
| 21-09-13 | Iran - Taiwan       | 0 - 3    | 9:25  | 16:25 | 17:25 |       |       | 42 - 75      |         |          |
| 21-09-13 | Vietnam - Kazakstan | 2 - 3    | 25:18 | 25:18 | 28:30 | 21:25 | 6:15  | 105 - 106    |         |          |

### Spel om plats 9-12
|  | Matcher om plats 9-12 | Matcher om plats 9-12 |            |            | Spel om niondeplatsen | Spel om niondeplatsen |  |
|  |                       |                       |            |            |                       |                       |  |
|  | Australien            | 3                     |            |            |                       |                       |  |
|  | Australien            | 3                     |            |            |                       |                       |  |
|  | Filippinerna          | 0                     |            |            |                       |                       |  |
|  | Filippinerna          | 0                     |            | Australien | 3                     |                       |  |
|  |                       |                       |            | Australien | 3                     |                       |  |
|  |                       |                       | Indonesien | 0          |                       |                       |  |
|  | Indien                | 1                     | Indonesien | 0          |                       |                       |  |
|  | Indien                | 1                     |            |            |                       |                       |  |
|  | Indonesien            | 3                     |            |            | Spel om elfteplatsen  | Spel om elfteplatsen  |  |
|  | Indonesien            | 3                     |            |            |                       |                       |  |
|  |                       |                       |            |            |                       |                       |  |
|  |                       |                       |            |            | Filippinerna          | 0                     |  |
|  |                       |                       |            |            | Filippinerna          | 0                     |  |
|  |                       |                       |            |            | Indien                | 3                     |  |

#### Resultat
| Datum    | Mellan                    | Resultat | Set   | Set   | Set   | Set   | Set | Poäng totalt | Speltid | Åskådare |
| Datum    | Mellan                    | Resultat | 1     | 2     | 3     | 4     | 5   | Poäng totalt | Speltid | Åskådare |
| -------- | ------------------------- | -------- | ----- | ----- | ----- | ----- | --- | ------------ | ------- | -------- |
| 19-09-13 | Australien - Filippinerna | 3 - 0    | 25:22 | 25:15 | 25:23 |       |     | 75 - 60      | 1h:17   | 150      |
| 19-09-13 | Indien - Indonesien       | 1 - 3    | 30:32 | 25:23 | 17:25 | 21:25 |     | 93 - 105     | 1h:54   | 600      |
| 20-09-13 | Filippinerna - Indien     | 0 - 3    | 19:25 | 22:25 | 16:25 |       |     | 57 - 75      | 1h:17   | 600      |
| 20-09-13 | Australien - Indonesien   | 3 - 0    | 25:22 | 25:17 | 25:23 |       |     | 75 - 62      | 1h:20   | 500      |

### Spel om plats 13-16
|  | Matcher om plats 13-16 | Matcher om plats 13-16 |          |           | Match om trettondeplatsen | Match om trettondeplatsen |  |
|  |                        |                        |          |           |                           |                           |  |
|  | Mongoliet              | 3                      |          |           |                           |                           |  |
|  | Mongoliet              | 3                      |          |           |                           |                           |  |
|  | Myanmar                | 0                      |          |           |                           |                           |  |
|  | Myanmar                | 0                      |          | Mongoliet | 1                         |                           |  |
|  |                        |                        |          | Mongoliet | 1                         |                           |  |
|  |                        |                        | Hongkong | 3         |                           |                           |  |
|  | Sri Lanka              | 0                      | Hongkong | 3         |                           |                           |  |
|  | Sri Lanka              | 0                      |          |           |                           |                           |  |
|  | Hongkong               | 3                      |          |           | Match om femtondeplatsen  | Match om femtondeplatsen  |  |
|  | Hongkong               | 3                      |          |           |                           |                           |  |
|  |                        |                        |          |           |                           |                           |  |
|  |                        |                        |          |           | Myanmar                   | 1                         |  |
|  |                        |                        |          |           | Myanmar                   | 1                         |  |
|  |                        |                        |          |           | Sri Lanka                 | 3                         |  |

#### Resultat
| Datum    | Mellan               | Resultat | Set   | Set   | Set   | Set   | Set | Poäng totalt | Speltid | Åskådare |
| Datum    | Mellan               | Resultat | 1     | 2     | 3     | 4     | 5   | Poäng totalt | Speltid | Åskådare |
| -------- | -------------------- | -------- | ----- | ----- | ----- | ----- | --- | ------------ | ------- | -------- |
| 19-09-13 | Mongoliet - Myanmar  | 3 - 0    | 25:15 | 25:19 | 25:18 |       |     | 75 - 52      | 1h:16   | 200      |
| 19-09-13 | Sri Lanka - Hongkong | 0 - 3    | 18:25 | 17:25 | 18:25 |       |     | 53 - 75      | 1h:19   | 200      |
| 20-09-13 | Myanmar - Sri Lanka  | 1 - 3    | 26:24 | 24:26 | 23:25 | 16:25 |     | 89 - 100     | 2h:00   | 200      |
| 20-09-13 | Mongoliet - Hongkong | 1 - 3    | 20:25 | 25:20 | 23:25 | 18:25 |     | 86 - 95      | 2h:01   | 400      |

## Slutplaceringar[2]
| Plats | Lag          | Kvalificerat för                                      |
| ----- | ------------ | ----------------------------------------------------- |
|       | Thailand     | Grand Champions Cup 2013, asiatiska mästerskapet 2015 |
|       | Japan        | Asiatiska mästerskapet 2015                           |
|       | Sydkorea     | Asiatiska mästerskapet 2015                           |
| 4     | Kina         |                                                       |
| 5     | Kazakstan    | Asiatiska mästerskapet 2015                           |
| 6     | Vietnam      | Asiatiska mästerskapet 2015                           |
| 7     | Taiwan       | Asiatiska mästerskapet 2015                           |
| 8     | Iran         | Asiatiska mästerskapet 2015                           |
| 9     | Australien   | Asiatiska mästerskapet 2015                           |
| 10    | Indonesien   |                                                       |
| 11    | Indien       |                                                       |
| 12    | Filippinerna |                                                       |
| 13    | Hongkong     |                                                       |
| 14    | Mongoliet    |                                                       |
| 15    | Sri Lanka    |                                                       |
| 16    | Myanmar      |                                                       |

## Individuella utmärkelser
| Utmärkelse              | Namn               | Lag      |
| ----------------------- | ------------------ | -------- |
| Mest värdefulla spelare | Wilawan Apinyapong | Thailand |
| Bästa poängvinnare      | Kim Yeon-koung     | Sydkorea |
| Bästa anfallare         | Zhu Ting           | Kina     |
| Bästa blockare          | Yunli Xu           | Kina     |
| Bästa servare           | Kim Yeon-koung     | Sydkorea |
| Bästa passare           | Nootsara Tomkom    | Thailand |
| Bästa libero            | Kim Hae-ran        | Sydkorea |